# الراوي (الرقة)
الراوي قرية سورية تتبع ناحية سلوك في منطقة تل أبيض في محافظة الرقة. بلغ عدد سكانها 190 نسمة في عام 2004 حسب إحصاء المكتب المركزي للإحصاء.